# فلورسکامین
فلورسکامین (به انگلیسی: Fluorescamine) با فرمول شیمیایی C۱۷H۱۰O۴ یک ترکیب شیمیایی با شناسه پاب‌کم ۳۷۹۲۷ است. که جرم مولی آن ۲۷۸٫۲۶ g/mol می‌باشد. 